# 贝利亚托雷
贝利亚托雷（Beliatore），是印度西孟加拉邦Bankura县的一个城镇。总人口5653（2001年）。

## 人口
该地2001年总人口5653人，其中男性2879人，女性2774人；0—6岁人口570人，其中男279人，女291人；识字率74.17%，其中男性为80.17%，女性为67.95%。